# Drosophila triangulina
Drosophila triangulina är en tvåvingeart som beskrevs av Oswald Duda 1927.

## Taxonomi och släktskap
Drosophila triangulina ingår i släktet Drosophila och familjen daggflugor.

## Utbredning
Artens utbredningsområde är Peru.